# BUSHI青龍伝〜二人の勇者〜
『BUSHI青龍伝〜二人の勇者〜』（ぶしせいりゅうでん ふたりのゆうしゃ）は、1997年1月17日に日本のT&E SOFTから発売されたスーパーファミコン用アクションロールプレイングゲーム。
日本神話をモチーフとしており、勇者の血を引く少年ジンが魔物に姿を変えられた少女ヲクウと共に邪神を討伐する旅に出るというストーリー。厳密なジャンルはアクションロールプレイングゲームとローグライクゲームを融合した「リレイティブタイムアクションロールプレイングゲーム」という独自の物になっている。
開発は『ポケットモンスターシリーズ』を手掛けたゲームフリークが行い、ゲーム・デザインは田尻智および一之瀬剛、松島賢二、音楽は増田順一、グラフィックは杉森建および藤原基史が手掛けた他、プロデューサーは『ペブルビーチの波濤』（1992年）を手掛けた吉川泰生が担当している。
1996年3月頃に雑誌などでエニックス発売の『勾玉伝説』というタイトルで発表されたが作品の方向性がエニックス側の意向と折り合わず製作中止となったが完成間近であったことから合意の上でT&E SOFTを発売元としてリリースされた。

## ゲーム内容
古代日本神話をモチーフにしており、主人公は剣術を磨きながら海の兄神の打倒を目指す。
ゲームシステムは「フィールドを動き回る敵に接触することで横スクロールタイプの戦闘に変わる」という任天堂のディスクシステム用ソフト『リンクの冒険』（1987年）に類似したものとなっているが、「自分が1回行動すれば、敵も1回行動する」という戦闘システムはチュンソフトの『不思議のダンジョンシリーズ』に近く、主人公のアクションが豊富でありアクションゲームをプレイしているかのようなシステムとなっている。
各戦闘には目標ターンが設定されており、そのターン内に敵を倒すと経験値以外に勾玉を入手することが出来る。この勾玉がゲームの鍵を握る為に自然と戦略性が重要視される。

## キャラクター
ジン
このゲームの主人公。ナミの弟。15歳の誕生日に姉が巨大な鳥に誘拐され、姉を助けに旅立つ。
ヲクウ
魔物にされてしまった女の子。しっぽを掴むことで空を一時的に飛べたりなど戦闘でのサポートをしてくれる。
ナミ
主人公の姉。何者かにさらわれてしまうが、後に正体が明らかになる。
イド
主人公の剣の師匠的な存在。序盤で戦い方などを説明してくれる。
海の兄神
かつて大地の豊かさに嫉妬し、魔物を生み出して大地を自分の物にしようとした。
魔鳥シオン
ナミを誘拐した巨大な鳥

## スタッフ
- コンセプト：田尻智
- ゲーム・デザイン：田尻智、一之瀬剛、松島賢二
- メイン・プログラム：曽我部仙史
- プログラム：渡辺哲也、増田順一
- グラフィック：杉森建、藤原基史
- 音楽、効果音：増田順一
- テキスト：松島賢二
- マップ・デザイン、バランス・チェック：西野弘二、森本茂樹、なかむらたけお
- プロデューサー：吉川泰生

## 評価
ゲーム誌『ファミ通』の「クロスレビュー」では合計29点（満40点）、『ファミリーコンピュータMagazine』の読者投票による「ゲーム通信簿」での評価は以下の通り、18.3点（満30点）となっている。
| 項目 | キャラクタ | 音楽 | お買い得度 | 操作性 | 熱中度 | オリジナリティ | 総合 |
| 得点 | 3.3        | 3.2  | 3.1        | 3.0    | 2.9    | 2.8            | 18.3 |